# Cycadopsida
De klasse van de Cycadopsida wordt gerekend tot de naaktzadigen.
De planten hebben gewoonlijk een goed ontwikkelde stam of een knol en samengestelde bladen. De voortplantingsorganen staan op gemodificeerde bladen (sporofyllen). De zaadknoppen (ovula) heb een dik integument. Bij een aantal groepen zijn de ovula nog omgeven door een napje of cupula. Uit de micropile van de zaadknop treedt ten tijde van de bestuiving een pollinatiedruppel, die de pollenkorrels kan opvangen. De vrouwelijke gametofyt of macroprothallium heeft enkele archegonia waarin de eicel zich bevindt. De mannelijke gametofyt bestaat uit een pollenbuis zonder herkenbaar antheridium. Deze vormt twee spermatozoïden, die voorzien zijn van veel flagellen.
De klasse omvat enkele ordes:
- † Pteridospermales (zaadvarens)
- † Bennettitales of Cycadeoidales
- Cycadales (palmvarens)

Alleen de Cycadales hebben nog recente vertegenwoordigers.

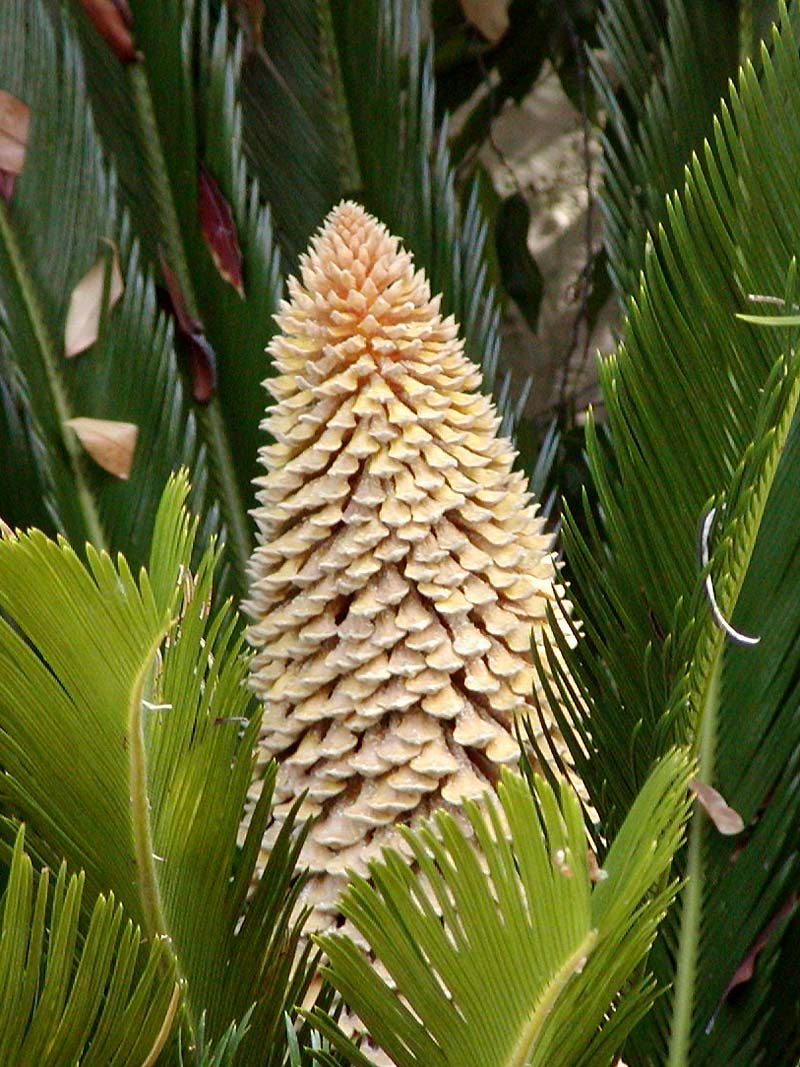
Bladeren en mannelijke kegel van Cycas revoluta
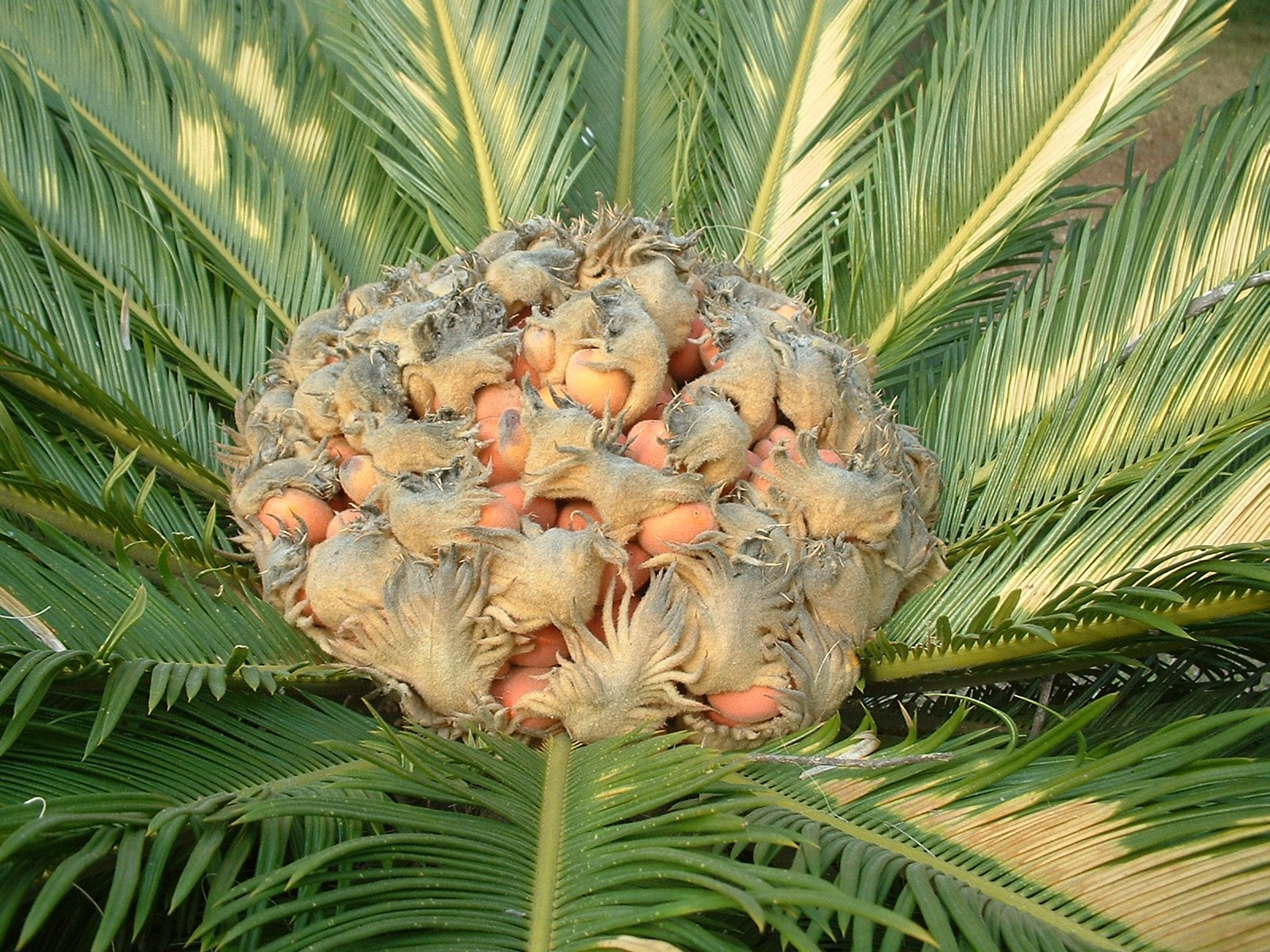
bladeren en vrouwelijke kegel van Cycas revoluta

Soms wordt de klasse Cycadopsida als fylum opgevoerd onder de naam Cycadophyta.